# Pseudoyoungia conjunctiva
Pseudoyoungia conjunctiva là một loài thực vật có hoa trong họ Cúc. Loài này được (Babc. & Stebbins) D. Maity & Maiti mô tả khoa học đầu tiên năm 2010.